# اسهل سی. بکویت
اسهل سی. بکویت (به انگلیسی: Asahel C. Beckwith) سناتور سابق عضو حزب دموکرات ایالات متحده آمریکا بود. وی در سال 1893 میلادی سناتور ایالت وایومینگ در سنای ایالات متحده آمریکا بود.